# Alpheus amirantei
Alpheus amirantei är en kräftdjursart som beskrevs av H. Coutière 1908. Alpheus amirantei ingår i släktet Alpheus och familjen Alpheidae. Inga underarter finns listade i Catalogue of Life.